# مونتيريا
مونتيريا هي بلدية ومدينة تقع في شمال كولومبيا وهي عاصمة محافظة كوردوبا.

## المناخ
يظهر الجدول التالي التغييرات المناخية على مدار السنة لمونتيريا:
| البيانات المناخية لـمونتيريا                                        | البيانات المناخية لـمونتيريا | البيانات المناخية لـمونتيريا | البيانات المناخية لـمونتيريا | البيانات المناخية لـمونتيريا | البيانات المناخية لـمونتيريا | البيانات المناخية لـمونتيريا | البيانات المناخية لـمونتيريا | البيانات المناخية لـمونتيريا | البيانات المناخية لـمونتيريا | البيانات المناخية لـمونتيريا | البيانات المناخية لـمونتيريا | البيانات المناخية لـمونتيريا | البيانات المناخية لـمونتيريا |
| الشهر                                                               | يناير                        | فبراير                       | مارس                         | أبريل                        | مايو                         | يونيو                        | يوليو                        | أغسطس                        | سبتمبر                       | أكتوبر                       | نوفمبر                       | ديسمبر                       | المعدل السنوي                |
| ------------------------------------------------------------------- | ---------------------------- | ---------------------------- | ---------------------------- | ---------------------------- | ---------------------------- | ---------------------------- | ---------------------------- | ---------------------------- | ---------------------------- | ---------------------------- | ---------------------------- | ---------------------------- | ---------------------------- |
| الدرجة القصوى °م (°ف)                                               | 36.8 (98.2)                  | 41.2 (106.2)                 | 38.2 (100.8)                 | 38.8 (101.8)                 | 37.6 (99.7)                  | 36.6 (97.9)                  | 37.4 (99.3)                  | 36.6 (97.9)                  | 36.5 (97.7)                  | 36.2 (97.2)                  | 36.0 (96.8)                  | 38.8 (101.8)                 | 41.2 (106.2)                 |
| متوسط درجة الحرارة الكبرى °م (°ف)                                   | 33.7 (92.7)                  | 34.2 (93.6)                  | 34.3 (93.7)                  | 34.0 (93.2)                  | 32.9 (91.2)                  | 32.8 (91.0)                  | 32.9 (91.2)                  | 32.9 (91.2)                  | 32.4 (90.3)                  | 32.4 (90.3)                  | 32.4 (90.3)                  | 32.9 (91.2)                  | 33.2 (91.8)                  |
| المتوسط اليومي °م (°ف)                                              | 28.0 (82.4)                  | 28.2 (82.8)                  | 28.5 (83.3)                  | 28.7 (83.7)                  | 28.3 (82.9)                  | 28.3 (82.9)                  | 28.3 (82.9)                  | 28.0 (82.4)                  | 27.8 (82.0)                  | 27.7 (81.9)                  | 27.5 (81.5)                  | 27.7 (81.9)                  | 28.1 (82.6)                  |
| متوسط درجة الحرارة الصغرى °م (°ف)                                   | 22.4 (72.3)                  | 22.7 (72.9)                  | 23.0 (73.4)                  | 23.6 (74.5)                  | 23.6 (74.5)                  | 23.5 (74.3)                  | 23.3 (73.9)                  | 23.1 (73.6)                  | 23.1 (73.6)                  | 23.1 (73.6)                  | 23.1 (73.6)                  | 22.9 (73.2)                  | 23.1 (73.6)                  |
| أدنى درجة حرارة °م (°ف)                                             | 19.2 (66.6)                  | 18.7 (65.7)                  | 19.4 (66.9)                  | 19.0 (66.2)                  | 20.0 (68.0)                  | 20.7 (69.3)                  | 19.8 (67.6)                  | 19.4 (66.9)                  | 19.6 (67.3)                  | 20.0 (68.0)                  | 20.0 (68.0)                  | 20.0 (68.0)                  | 18.7 (65.7)                  |
| الهطول مم (إنش)                                                     | 7.3 (0.29)                   | 12.6 (0.50)                  | 28.6 (1.13)                  | 99.4 (3.91)                  | 187.5 (7.38)                 | 140.9 (5.55)                 | 168.4 (6.63)                 | 166.4 (6.55)                 | 205.8 (8.10)                 | 145.9 (5.74)                 | 101.1 (3.98)                 | 42.1 (1.66)                  | 1٬281٫7 (50.46)              |
| متوسط أيام هطول الأمطار                                             | 2                            | 2                            | 3                            | 8                            | 14                           | 13                           | 14                           | 15                           | 15                           | 13                           | 10                           | 5                            | 108                          |
| متوسط الرطوبة النسبية (%)                                           | 77                           | 76                           | 76                           | 77                           | 81                           | 81                           | 81                           | 82                           | 82                           | 82                           | 83                           | 81                           | 80                           |
| المصدر: Instituto de Hidrologia Meteorologia y Estudios Ambientales |                              |                              |                              |                              |                              |                              |                              |                              |                              |                              |                              |                              |                              |

## أعلام
- خوان أورانجو
- هنري خافيير هرنانديز
- جويل خوليو
- ألفارو هودج
- أليخاندرو بيرنال